# یواس‌ان‌اس ویلیام مک‌لین (تی-ای‌کی‌ای-۱۲)
یواس‌ان‌اس ویلیام مک‌لین (تی-ای‌کی‌ای-۱۲) (به انگلیسی: USNS William McLean (T-AKE-12)) یک کشتی است که طول آن ۲۱۰ متر (۶۸۹ فوت) می‌باشد. این کشتی در سال ۲۰۱۱ ساخته شد.